# Skadi (satèl·lit)
Skadi o Skathi és un satèl·lit irregular retrògrad de Saturn. Fou descobert per l'equip de Brett Gladman i John J. Kavelaars i d'altres l'any 2000 rebé la designació provisional de S/2000 S 8.

## Característiques
Skadi té un diàmetre d'uns 6,4 quilòmetres i orbita Saturn a una distància mitjana de 15,576 milions de km en 725,784 dies, amb una inclinació de 149° a l'eclíptica (150° a l'equador de Saturn), amb una excentricitat de 0,246.
Es postula que eskadi, com Mundilfari i Thrymr es podria haver format a partir de les runes expulsades de Febe per gran impactes en el passat de la història del sistema solar.
Eskadi forma part del grup de satèl·lits de Saturn conegut com a grup nòrdic, un grup de satèl·lits amb característiques similars, aquest grup alhora podria dividir-se en subgrups, un dels quals podria ser l'anomenat subgrup de Skadi.

## Denominació
El seu nom prové de la mitologia nòrdica, on Skaði és una geganta esposa del déu Niord, un dels Vanir. Aquest nom ja havia estat donat a una muntanya de Venus, Skadi Mons.
El nom donat Skadi prové de moltes fonts i fou el nom originàriament anunciat el 2003 per la UAI. L'ortografia nòrdica original Skaði, amb la lletra Ð (eth), donà l'aproximació gràfica de Skadi. Això no obstant, el grup de treball sobre la nomenclatura dels sistemes planetaris (WGPSN) de la UAI decidí a principis de 2005 usar una transliteració de l'ortografia nòrdica alternativa utilitzant la th per la Ð, la qual cosa donà la transliteració actual anglesa de Skathi.